# زهير الجزائري
زهير الجزائري كاتب وصحفي عراقي. من مواليد النجف (1943)، عاش غربة قسرية عن وطنه مدتها 24 سنة، وهو حاصل على شهادة في الأدب الألماني من جامعة بغداد، ودرجة أخرى في اللغة الإنجليزية من جامعة كامبردج. كتب أول رواياته (المغارة والسهل) عام 1974، وهي الرواية الوحيدة التي كتبها داخل الوطن موضوع الرواية أحداث ومعارك المقاومة الفلسطينية في عمان مع الجيش الأردني. قضى أكثر من خمسين عاماً في الصحافة، الجزء الأكبر منها في الميدان، حيث الحدث، تدرب على التقاطه وأحياناً قبل حدوثه، خلال حياته الصحفية غطى تسع حروب، في الشرق الأوسط وأفريقيا.

## حياته
أشياء محدودة يتذكرها زهير الجزائري من طفولته في مدينة النجف. هدوء الأب «العلمانيّ المحتفظ بثقافة دينيّة»، ومكتبته التي تمزج بين العلمانية والدين، لا تزال عالقة في باله، وكذلك عصبية أمه أيضاً، لا ينسى الروائي العراقي تأثره في ذلك الوقت بأخواله الشيوعيّين الذين كانوا منخرطين في نشاط يساري قويّ في المدينة، له تقاليده الخاصّة التي كانت تدخل فيها حتّى الطقوس الدينيّة مثل تنظيم المواكب في عاشوراء، بحكم طبيعة المدينة وما تحمله من قدسيّة. كانت المناسبات الدينية تلهب حماسته، خصوصاً عندما تتخللها قراءات شعر «الشعر العموديّ في طريقة إلقائه، والقصص الدينيّة، والجلوس أمام المنبر الحسينيّ، هي التي كوّنت بدايات الخيال الروائي عندي».
النشأة في محيط مليء بالأساطير، لها وقعها في هؤلاء الذين أصبحوا كتاباً مشهورين لاحقاً، الأمر الذي أفضى مع الجزائري إلى ترك كتابة الشعر ليتجه إلى عالم القصّص، منفذاً تصوّره الشخصي: «ما الذي كنت سأضيفه إلى تجارب أصدقائي الشعراء لو أصبحت مثلهم؟». ومن المفارقات التي لازمت صباه، مدرسته الابتدائيّة المحاطة بمقبرة النجف من ثلاث جهات. كانت إطلالته الوحيدة محصورة في أفق لا نهائي من القبور، وجنائز متوالية على مدار الساعة. إنها مدرسة «السلام» التي خرّجت عدداً كبيراً من المغنين العراقيين كما يقول، مثل ياس خضر، فضلاً عن كونها مركزاً للتظاهرات في خمسينيات القرن الماضي. قبوله للدراسة في كلية اللغات في بغداد، وضعه أمام محطّة جديدة. هناك درس اللغة الألمانيّة، لتتعمّق علاقته بجيل الستينيات الأدبيّ. أخذ يحيا بين ثلاثة اتجاهات ابداعيّة: القصّة، والشعر، والرسم. كانت تلك انتقالة كبرى من شعر النجف العموديّ وقصصه وحكاياه إلى النثر واللامعقول والأدب الوجوديّ المتسيّد في جيل الستينيات البغدادي. أغلب الذين تعرّف إليهم حينها، كانوا قد خرجوا إما من تجربة شيوعيّة خائبة انتهت بالسجن، أو من تجربة بعثيّة أو قوميّة خائبة أيضاً، ليكون نتاجهم ثمرة هاتين الخيبتين في ظل «روح صعلكة وتمرّد تميّز بها أبناء جيل الستينيات، على عكس سابقيهم في الخمسينيات من أبناء العوائل الأرستقراطية البغداديّة، ومنهم فؤاد التكرلي، عبد الملك نوري، بلند الحيدري، وعلي الشوك». وعلى الرغم من أن البعض يرون جملة «وجدنا أنفسنا بلاء آباء» مكرورة، إلا أنّ الجزائري يطرحها «لأننا حقاً لم يكن لدينا تواصل مع الجيل السابق». يستطرد في الحديث عن جيل الستينيات، واصفاً إياه بـ«جيل صدفة أتى بعد تراكم ايديولوجي انغمر فيه المثقفون في الحياة السياسيّة على نحو عميق». ويضيف: «جئنا من أصول فقيرة ودون الطبقة المتوسطة، لكنّنا لم نهتم بهذا الكيان الاجتماعيّ، بل كنّا نركّز على شخصيّة المثقف الوجوديّ». يذكرنا الجزائري بأن الستينيات شهدت بروز جماعات عدة، من بينها جماعة الناصرية، والبصرة، وبغداد، وجماعة كركوك «الأهم بين تلك الجماعات»، إضافة إلى جماعة النجف التي كان هو عضواً فيها مع عبد الأمير معلة، وموسى كريدي، وموفق خضر، وحميد المطبعي. كان الشاب النجفيّ القادم إلى بغداد في قلب هذه الحركة، حيث التجريب والاهتمام بالشخصيّة الداخليّة، في مناخ من سيادة الأدب الوجوديّ واللامعقول، غير أنّ الجزائري كان الأقلّ نتاجاً بين أقرانه. «كنت أفتقر إلى الدأب العمليّ للكاتب، مع أنّي كنت أكتب اليوميات كثيراً». مع صعود الثورات الطلابية أواخر الستينيات، انضم الجزائري إلى المقاومة الفلسطينية. «ذهبت أوّل مرة إلى مقارها في دمشق وبيروت وعمّان بصفتي صحافياً. بعد ذلك، استقلت من عملي والتحقت بها».
في 1974، صدرت روايته الأولى «المغارة والسهل» التي يتناول فيها مجازر «أيلول الأسود»، وتوالت بعدها كتبه عن المقاومة الفلسطينية، مثل «الفاكهاني» (1981)، و «أوراق شاهد حرب» (2001)، إضافة إلى كتاب عن «تل الزعتر» الذي لم يُنشر بعد، مع تفكك حركة المقاومة عام 1970، عاد من بيروت إلى بغداد. هنا، جدّد صلته بـ«الحزب الشيوعيّ العراقيّ» وعمل في مجلة الإذاعة والتلفزيون. عمل بعض الوقت في صحف شيوعية، قبل أن تبدأ اغتيالات الشباب اليساريين في نهاية السبعينيات. حينها، اكتشف أنه ممنوع من السفر، فاضطر إلى الاختباء. طيلة الأشهر السبعة التي قضاها مختفياً في حي السيدية في بغداد، قرأ كتباً ضخمة مثل «الأغاني» للأصفهاني، و«الحرب والسلام» لتولستوي. استطاع الحصول على جواز سفر مزوّر، ليغادر العراق عام 1979 إلى لبنان، هناك استعاد تجربة المقاومة الفلسطينية من جديد، حيث عمل في إعلامها، إلى أن جاء الاجتياح الإسرائيلي، واضطر إلى ترك بيروت باتجاه الشام. وفي 1990، وصل صاحب «حرب العاجز: سيرة عائد، سيرة بلاد» (2009) إلى لندن. السنوات الـ11 التي قضاها في عاصمة الضباب، أمضاها في كتابة «المستبد» (2006)، وأتبعه بروايتي «حافة القيامة» و«الخائف والمخيف»، وأخيراً رواية «أوراق جبليّة» (2011). أرّخ في هذه الأعمال لحكم الحزب الواحد وللسايكولوجيا الاجتماعيّة التي خلفها. «كنت أشعر بأنّ هذا الديكتاتور موجود في داخلي، يحكم سلوكي ويراقبني ويتابع قلمي على الورق، لذا أفكّر بأن أكتب اليوم عن تأثير الديكتاتور على ضحاياه، وإلى أي مدى يصيبهم بالعدوى». هكذا، يريد ترجمة ما يراه من ماض لم يذهب، ولا تزال بصماته مطبوعة على روحه. مع سقوط تمثال صدّام حسين في ساحة الفردوس في بغداد، جذبه الحنين للعودة إلى العاصمة. كان يجيب أصدقاءه المعترضين على رجعته بالقول: «لندن مدينة مبنية ومنجزة، ما الذي أضيفه إليها؟ لكنّ العراق الذي يبدأ من الصفر، يحتاج إلي». يشعر زهير الجزائري باليأس اليوم، لكن التحدي لا يزال موجوداً داخله. ولأنه «يدمن العراق»، يخرج بين جموع المتظاهرين في ساحة التحرير في بغداد مطالباً بالإصلاح وموجهاً اصبعه إلى الفساد. أكثر ما لفت نظره بعد سقوط بغداد، هو «أوهام الداخل والخارج» التي يعدّها «طائفيّة أخرى بين المثقفين العراقيّين». يدخل أحد رجال البرلمان إلى المطعم الذي نتحاور فيه في منطقة الـ52 في بغداد. يتمعّن الجزائري في الرجل، وفي سرب مرافقيه، ثم يقول: «لا أعتقد أنّ المحاصصة ستظلّ قدراً لا فكاك منه. سنشهد تفكك أحزاب الطوائف بفعل تناقضاتها الداخليّة وعجزها عن تقديم الحلول لحاجات الناس منذ تسع سنوات».
الروائي والصحافي العراقي الذي قضى حياته في البحث عن الحرية، وإدانة الاستبداد، يبدو متفائلاً بالربيع العربي، فـ «الشبان الذين خرجوا إلى ساحات التحرير وغيّروا، قادرون على فعل المزيد». قبل أن يودّعنا، يصرّ على قول عبارته الأخيرة: «الانقسام الطائفيّ هو الذي أعاق تحقّق الربيع العربي في العراق».

## مؤلفاته

### النتاج الروائي
- المغارة والسهل 1974.
- حافة القيامة 1998.
- الخائف والمخيف 2003.
- حرب العاجز: سيرة عائد، سيرة بلد 2009.
- أوراق جبلية 2011.

### نتاجات آخرى
- الفاكهاني 1981.
- أوراق شاهد حرب 2001.
- المستبد: صناعة قائد – صناعة شعب 2006.
- أنا وهُم 2013.
- النجف: الذاكرة والمدينة 2013.

| العنوان                                | اللغة   | الناشر                                      | سنة النشر | عدد الصفحات | الرقم الدولي            | المصدر               |
| -------------------------------------- | ------- | ------------------------------------------- | --------- | ----------- | ----------------------- | -------------------- |
| حرب العاجز: سيرة عائد، سيرة بلد        | العربية | دار الساقي                                  | 2009      | 351         | (ردمك 9781855163027)    | [ 8 ]                |
| النجف: الذاكرة والمدينة                | العربية | المدى                                       | 2013      | 300         | (ردمك 2843062349)       | [ 9 ]                |
| أنا وهُم                                | العربية | المدى                                       | 2013      | 401         | (ردمك 9782843061851)    | [ 10 ]               |
| أوراق شاهد حرب                         | العربية | مواطن المؤسسة الفلسطينية لدراسة الديمقراطية | 2001      | 131         | لا يوجد                 | [ 11 ]               |
| الخائف والمخيف                         | العربية | المدى                                       | 2003      | 359         | لا يوجد                 | [ 12 ] [ 13 ] [ 14 ] |
| وعي التجربة دراسات في الثقافة العالمية | العربية | المدى                                       | 2021      | 176         | (ردمك 9789933655129)    | [ 15 ]               |
| باب الفرج                              | العربية | منشورات المتوسط                             | 2018      | 317         | لا يوجد                 | [ 16 ]               |
| وراء الرئيس الهارب                     | العربية | دار الكا                                    | 2019      | لا يوجد     | لا يوجد                 | [ 17 ]               |
| مع الجواهري الحدث والذات والقصيدة      | العربية | دار الرافدين                                | 2018      | 239         | (ردمك 13 9781773226606) | [ 18 ]               |